# Sankt Englmar

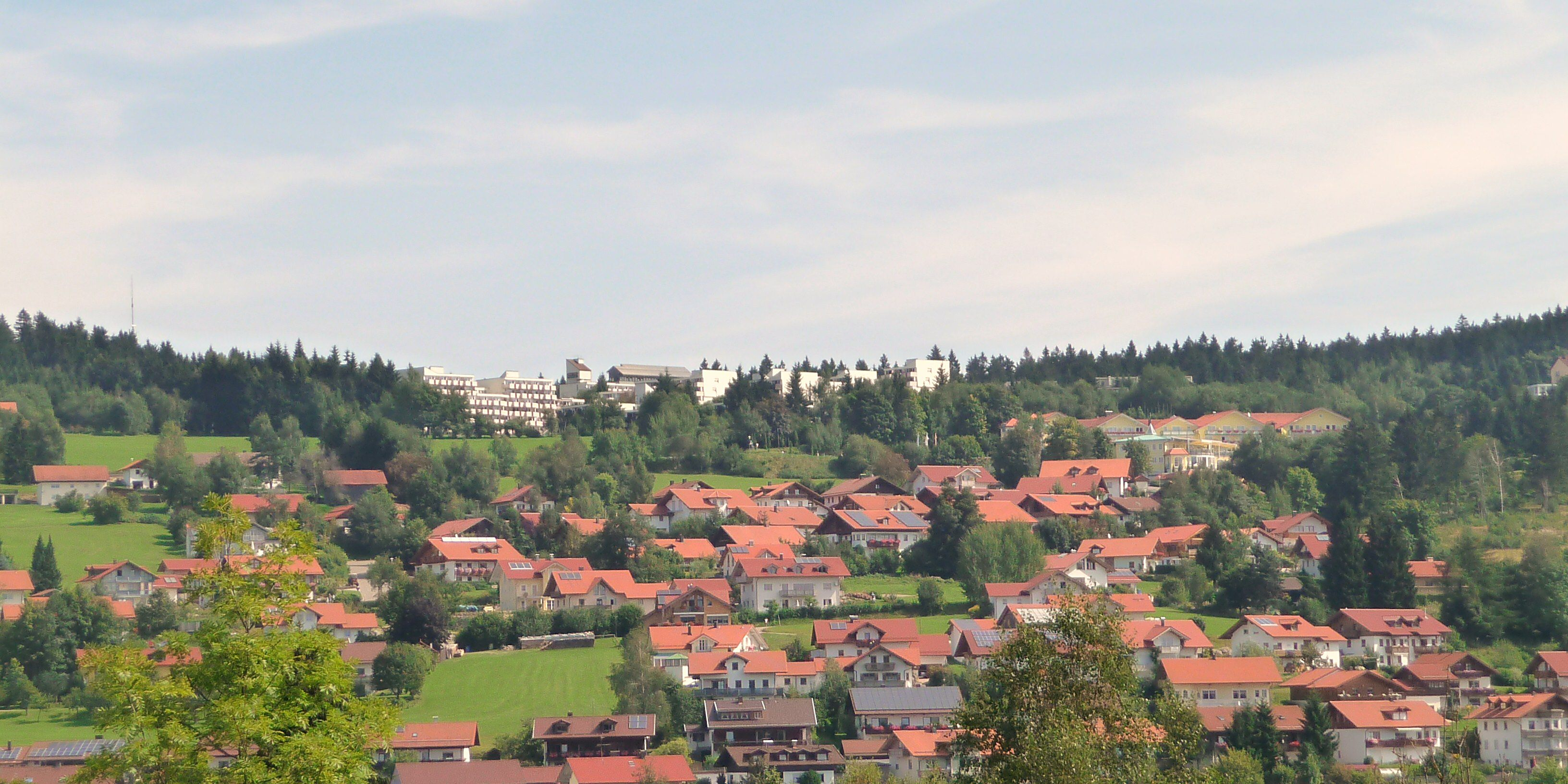
Blick auf St. Englmar, oben im Hintergrund Hotelbauten

Sankt Englmar ist eine Gemeinde im niederbayerischen Landkreis Straubing-Bogen. Das gleichnamige Pfarrdorf ist Sitz der Gemeindeverwaltung. Der staatlich anerkannte Luftkurort ist auch ein bekanntes Wintersportgebiet.

## Geografie
Die Gemeinde liegt in der Region Donau-Wald im Bayerischen Wald.

### Gemeindegliederung
Es gibt 28 Gemeindeteile (in Klammern ist der Siedlungstyp angegeben):
- Ahornwies (Weiler)
- Glashütt (Dorf)
- Großwiese (Einöde)
- Grün (Dorf)
- Grünmühl (Weiler)
- Haidberg (Weiler)
- Hilm (Dorf)
- Hinterwies (Einöde)
- Hof (Weiler)
- Hügelhof (Weiler)
- Klinglbach (Dorf)
- Klingldorf (Dorf)
- Kolmberg (Weiler)
- Loderwinkl (Einöde)
- Maibrunn (Dorf)
- Markbuchen (Einöde)
- Meinstorf (Einöde)
- Mitterberg (Weiler)
- Münchszell (Weiler)
- Oberhaag (Einöde)
- Prellerhaus (Einöde)
- Reisach (Einöde)
- Rettenbach (Kirchdorf)
- Sankt Egidi (Weiler)
- Sankt Englmar (Pfarrdorf)
- Staudenau (Einöde)
- Unterhaag (Einöde)
- Zellwies (Einöde)

Es gibt nur die Gemarkung Sankt Englmar.

## Geschichte

### Bis zur Gemeindegründung
Der Name des Ortes geht der Überlieferung nach auf den Einsiedler Engelmarus zurück, der 1060 im Lüftlhof bei Passau geboren und nach einer Ausbildung beim Bischof eine Einsiedelei donauaufwärts errichtete. Er war bei der Bevölkerung sehr beliebt und wurde als Heiler der Tiere geschätzt. Wohl wegen seiner Beliebtheit wurde er im Winter des Jahres 1100 von seinem ihn neidenden „Gefährten“ erschlagen und im Schnee begraben. Erst zu Pfingsten fand ein Priester namens Ruodbertus den Toten, der noch immer leuchtend und frisch ausgesehen habe. Er ließ ihn zu Tal bringen und bestatten. Über seiner Grabstelle wurde 1131 eine „steinerne Kirche“ erbaut.
Erst später wurde die Talschaft besiedelt und der Ort Sankt Englmar entstand.
1188 wurde Engelmarus seliggesprochen. Nach Errichtung einer Pfarrei 1296 entwickelte sich Sankt Englmar zum Wallfahrtsort. Bis heute wird der Brauch des Englmari-Suchens am Pfingstmontag gepflegt.
Ein ehemaliger Ort Sommerheu wurde im 19. Jahrhundert erwähnt.
Englmar gehörte zum Rentamt Straubing und zum Landgericht Mitterfels des Kurfürstentums Bayern. Im Zuge der Verwaltungsreformen in Bayern entstand mit dem Gemeindeedikt von 1818 die heutige Gemeinde.

### 20. Jahrhundert
Am 1. Juni 1959 wurde der offizielle Name der Gemeinde von Englmar in Sankt Englmar geändert.
In den 1970er Jahren baute man den Ort zum Wintersportzentrum aus. Im November 1973 wurde in über 900 m Höhe auf 52.000 m² Fläche ein 440 Appartements mit 1150 Betten umfassender Ferienpark mit zahlreichen Hotels, Ladenpassagen und Sportanlagen eröffnet, der von den Einheimischen den Namen „Schachterldorf“ erhielt. 1980 bot die Gemeinde eine Kapazität von 3123 Betten und zählte 486.949 Übernachtungen.

### Einwohnerentwicklung
Im Zeitraum 1988 bis 2018 wuchs die Gemeinde von 1323 auf 1904 um 581 Einwohner bzw. um 43,9 %.
- 1867: 1283 Einwohner[7]
- 1970: 1278 Einwohner
- 1987: 1287 Einwohner
- 1991: 1426 Einwohner
- 1995: 1474 Einwohner
- 2000: 1545 Einwohner
- 2005: 1521 Einwohner
- 2010: 1514 Einwohner
- 2015: 1725 Einwohner

## Politik

### Gemeinderat
Die Gemeinderatswahl 2020 erbrachte folgende Sitzverteilung:
- CSU: 52,91 % (6 Sitze)
- SPD: 23,20  % (3 Sitze)
- Freie Wähler: 23,89 % (3 Sitze)

### Bürgermeister

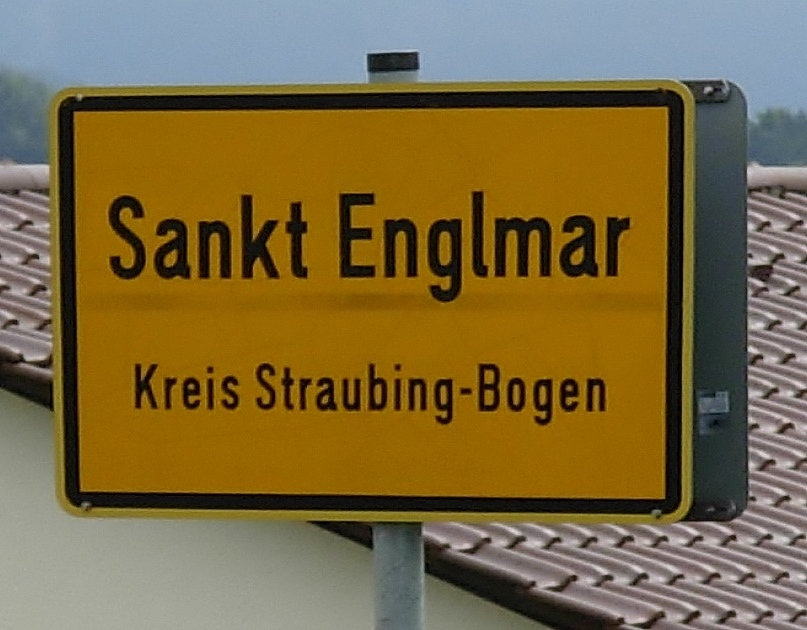
Ortsschild

Erster Bürgermeister ist seit Mai 2008 Anton Piermeier (CSU). Bei der Wahl 2020 wurde er mit 80,71 % wiedergewählt.

### Wappen
|  | Blasonierung: „In Blau ein silberner Pfahl, darin auf grünem Berg eine grüne Tanne; vorne eine silberne Märtyrerpalme, hinten ein senkrecht gestelltes silbernes Beil.“ |
|  | |

## Kultur und Sehenswürdigkeiten

### Museen
- Xperium: Naturphänomene mit allen Sinnen kennenlernen ist das Thema

### Bauwerke

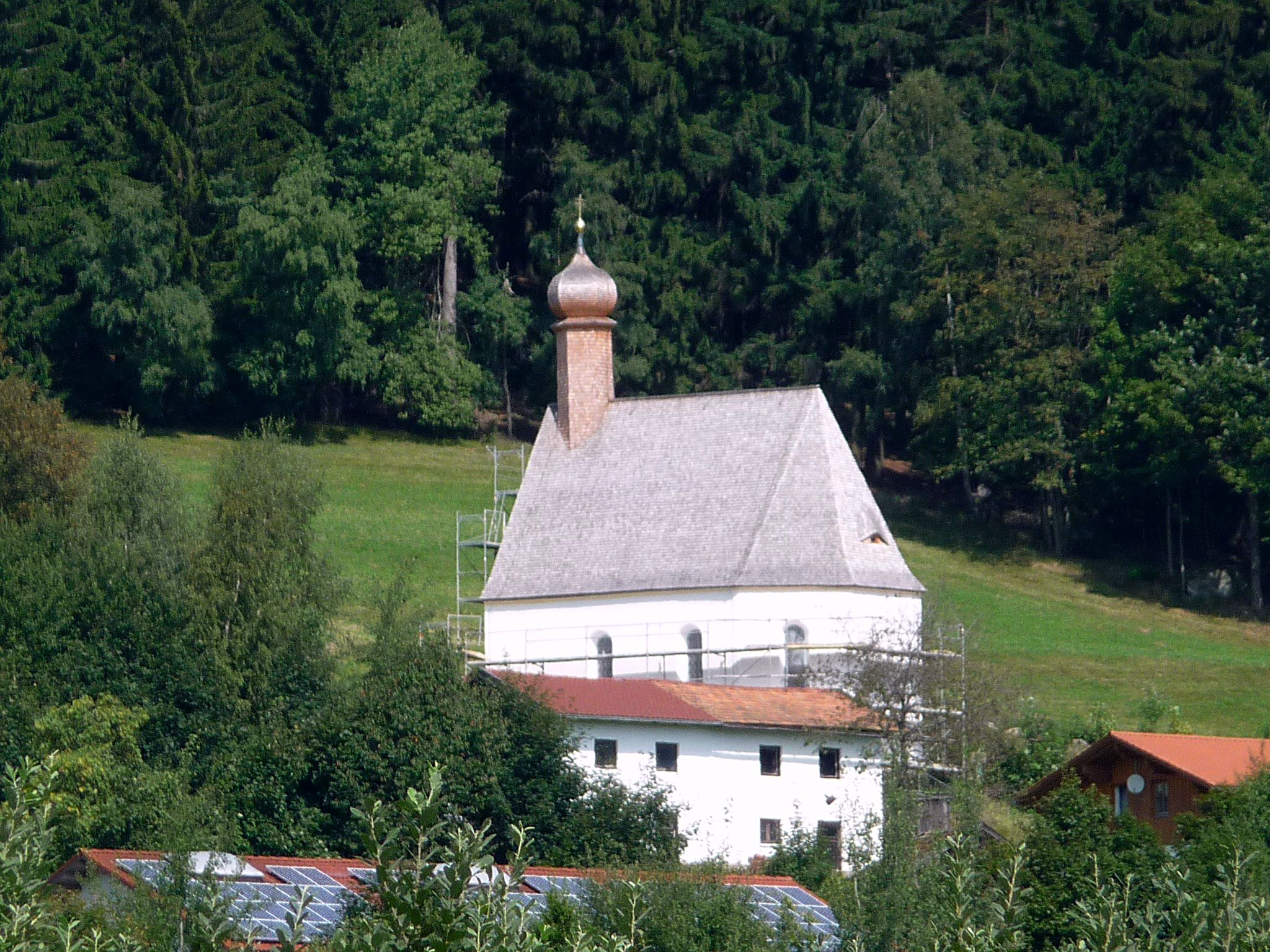
Die Kapelle St. Leonhard

- Pfarrkirche St. Engelmar: der 1656 auf den Mauern des spätgotischen Chores eines abgebrannten Vorgängerbaues errichtete Bau erhielt seinen heutigen Turm 1892, das Kirchenschiff wurde 1901 vergrößert. Im Hochaltar aus der Mitte des 17. Jahrhunderts befinden sich seit 1717 in einem Glasschrein die Reliquien des heiligen Englmar. Unter der Orgelempore stellen sechs Ölgemälde von 1656 das Leben des Heiligen dar.
- Kapelle St. Leonhard: der 1480 geweihte spätgotische Bau ist das älteste Bauwerk des Ortes. Es wurde zur Zeit des Barock verändert. Empore und Deckenstuck stammen aus dem 18. Jahrhundert. Votivtafeln aus dem 18. und 19. Jahrhundert zeigen die frühere Bedeutung als Wallfahrtskirche.

### Regelmäßige Veranstaltungen
- Das Englmarisuchen findet am Pfingstmontag statt. Dabei wird der durch eine Holzfigur dargestellte Leichnam des heiligen Englmar gesucht.
- Die Rauhnacht Sankt Englmar findet jährlich am 28. Dezember statt.
- Bei streng reglementierten Nostalgie-Skirennen können sich qualifizierte Teilnehmer auf Holzskiern messen.[10]

### Grünflächen und Naherholung
- Der am 30. April 2008 eröffnete Waldwipfelweg Sankt Englmar–Maibrunn ist 370 m lang und führt mit mehreren Aussichtsplattformen auf bis 30 m Höhe durch die Baumwipfel.
- Neben dem durch den Verband Deutscher Gebirgs- und Wandervereine als Qualitätsweg Wanderbares Deutschland zertifizierte Wanderweg Goldsteig führen auch die Fernwanderwege Baierweg und der Main-Donau-Weg durch Sankt Englmar. In unmittelbarer Nähe verlaufen der Europäische Fernwanderweg E8 sowie der Pandurensteig.
- Der Kurpark unterhalb der Ortsmitte umfasst
  - Kinderspielplatz
  - Veranstaltungsplatz
  - Kneippanlage
  - Beachvolleyball
  - Asphaltstockbahnen
  - Naturbadesee
  - E-Bike-Ladestation
  - WC
- Sommerrodelbahn im Ortsteil Grün

## Wirtschaft und Infrastruktur

### Bildung
- Kindergarten
- Grundschule des Schulverbands St.Englmar-Perasdorf[11]

### Verkehr

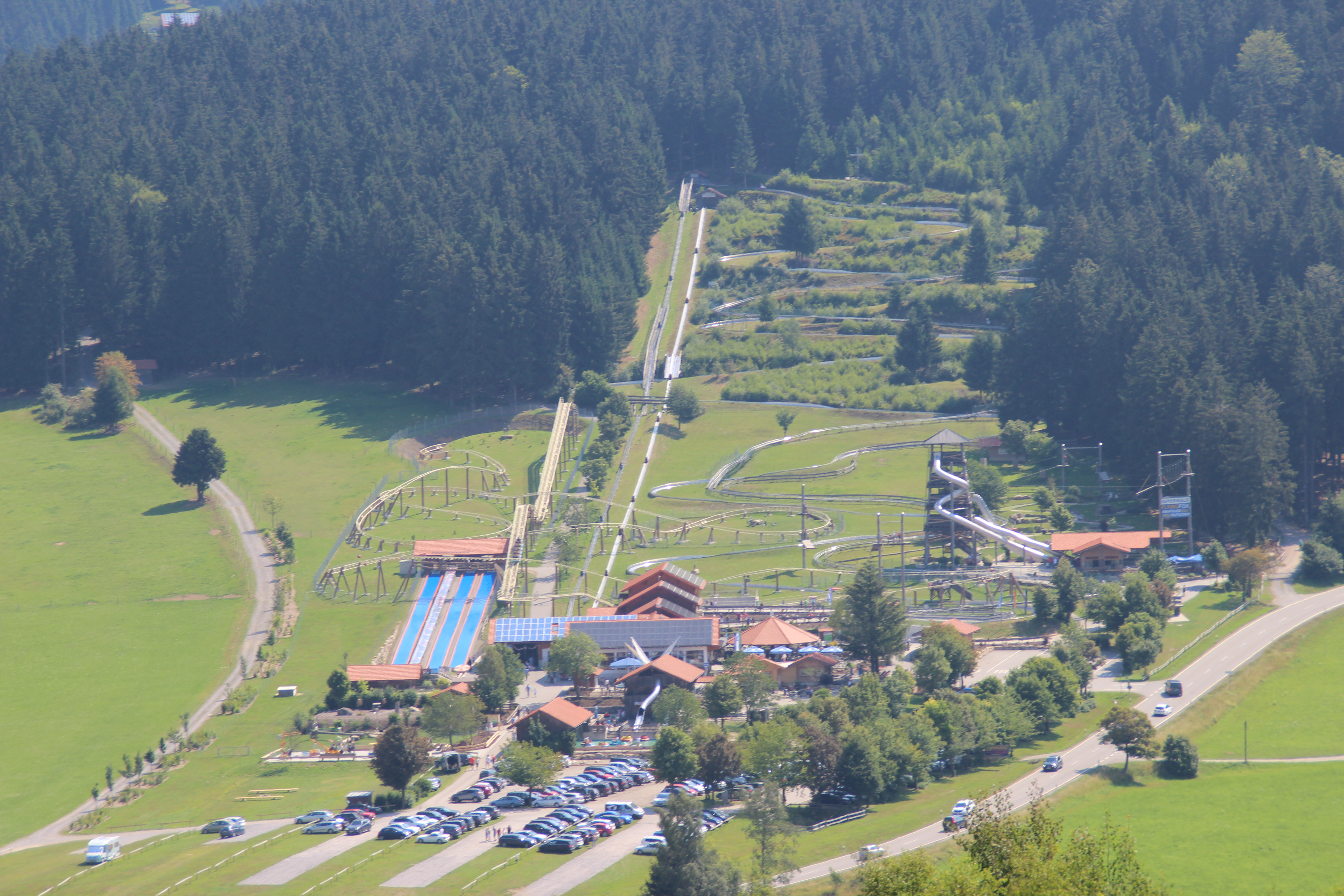
Das Rodel- und Freizeitparadies Sankt Englmar

Die Gemeinde liegt an der Staatsstraße 2139, welche eine Verbindung zur Bundesstraße 85 und zur Bundesautobahn 3 herstellt.

### Tourismus
Das Gemeindegebiet ist als Luftkurort staatlich anerkannt.
- Rodel- und Freizeitparadies Sankt Englmar, ein 1998 eröffneter, eintrittsfreier Freizeitpark
- Waldwipfelweg Sankt Englmar–Maibrunn, ein 370 Meter langer Baumwipfelpfad mit weiteren Attraktionen
- Wintersportgebiet mit 13 Schleppliften und 12 km Pisten (teils beschneit und mit Flutlicht), Rodellift und zwei Rodelhängen, 105 km Langlaufloipen und 50 km geräumte Winterwanderwege

## Persönlichkeiten
- Josef Echinger (1841–1911), Posthalter, Bürgermeister, Reichstags- und Landtagsabgeordneter
- Bernhard Muhr (1900–1967), Politiker und Landtagsabgeordneter
- Walter Röhrl (* 1947), Rallye- und Rennsport-Pilot, wohnt hier

## Sonstiges
An der Südwestflanke des Hirschensteins bei Rettenbach beabsichtigte BMW, ein 5,22 Hektar großes Areal für das Geländefahrtraining zu nutzen, das hierfür extra aus dem Landschaftsschutzgebiet ausgegliedert wurde. Während Umweltgruppen wie der Bund Naturschutz Bedenken äußerten – unter anderem sollte ein Großteil des Geländes versiegelt werden –, hofften die Befürworter auf einen positiven Effekt auf die wirtschaftliche Entwicklung der Region. Die Umweltschützer setzten sich durch.